# Anopheles rupicolus
Anopheles rupicolus este o specie de țânțari din genul Anopheles, descrisă de Lewis în anul 1937. Conform Catalogue of Life specia Anopheles rupicolus nu are subspecii cunoscute.